# Tyne Valley
Tyne Valley es un municipio rural canadiense situado en la provincia de Isla del Príncipe Eduardo.

## Superficie
Tyne Valley tiene una superficie de 1,94 km².

## Demografía
En 2021, tenía 229 habitantes, una densidad poblacional de 118,1 hab./km², y 99 viviendas.